# NGC 2087
NGC 2087 est une galaxie spirale barrée située dans la constellation du Peintre. NGC 2087 a été découverte par l'astronome britannique John Herschel en 1834.

## Caractéristiques
Sa vitesse par rapport au fond diffus cosmologique est de 4 536 ± 40 km/s, ce qui correspond à une distance de Hubble de 66,9 ± 4,7 Mpc (∼218 millions d'al).
La classe de luminosité de NGC 2087 est I.